# آیکو سوئه‌تاکا

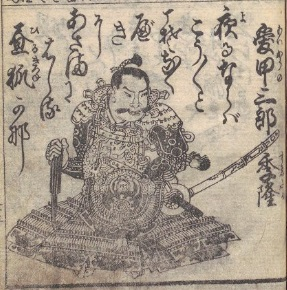

آیکو سوئه‌تاکا یا آیکیو سوئه‌تاکا (به ژاپنی: 愛甲 季隆 あいこう/あいきょう すえたか)، یک سامورایی و گوکه‌نین در شوگون‌سالاری کاماکورا از اهالی ولایت ساگامی بود. او یک کماندار عالی بود و به عنوان یک کماندار برای همراهان شوگون و برای مراسم سال نو خدمت می‌کرد. زمانی که میناموتو نو یوری‌ایه، پسر ارشد میناموتو نو یوریتومو، اولین شوگون از شوگون‌سالاری کاماکورا، برای اولین بار در طول شکار آهو در کوه فوجی در ماه مه ۱۱۹۳ به یک آهو شلیک کرد، او به عنوان همراه و دستیار او خدمت کی کرد و سخنان ستایش‌آمیزی را از یوریتومو دریافت کرد.

## شورش هاتاکه‌یاما شیگه‌تادا
در ۲۲ ژوئن ۱۲۰۵ سال دوم گنکیو (۱۰ ژوئیه ۱۲۰۵) در اوایل دوره کاماکورا، هاتاکه‌یاما شیگه‌تادا، ملازم قدرتمند ولایت موساشی، تلاش کرد تا کنترل هوجو را در رود فوتاماتا، ولایت موساشی (در حال حاضر بخش آساهی، شهر یوکوهاما، استان کاناگاوا) به دست گیرد. به دلیل توطئه هوجو توکیماسا، این منطقه توسط ارتش بزرگی به رهبری هوجو یوشیتوکی مورد حمله قرار گرفت و ویران شد. این یکی از پاکسازی‌های ملازمان با نفوذ توسط خاندان هوجو به دلیل اختلافات سیاسی در شوگون‌سالاری کاماکورا بود.
در جریان شورش هاتاکه‌یاما شیگه‌تادا در سال ۱۲۰۵، او به نیروی شوگون در برابر هاتاکه‌یاما شیگه‌تادا پیوست و در نبرد رودخانه فوتاماتا، به دلیل شجاعتش بسیار مورد تحسین قرار گرفت. او با یک تیر مورد اصابت قرار گرفت، سر آن را برداشت و آن را به اردوگاه هوجو یوشیتوکی، ژنرال ارتش شوگون ارائه کرد.
در نبرد وادا در ماه مه ۱۲۱۳، او در کنار وادا یوشیموری قرار گرفت و شکست خورد و به همراه برادر بزرگترش یوشیهیسا کوتارو و سایر اعضای خانواده اش در نبرد جان باخت.